# Cululú
Cululú é uma comuna da província de Santa Fé, na Argentina.